# ノインキルヒェン・アム・ブラント
ノインキルヒェン・アム・ブラント (ドイツ語: Neunkirchen am Brand、公式表記は Neunkirchen a.Brand) はドイツ連邦共和国バイエルン州オーバーフランケン行政管区のフォルヒハイム郡に属する市場町。エアランゲンの東約12kmのヘッツレス・ベルクの麓に位置する。

## 歴史

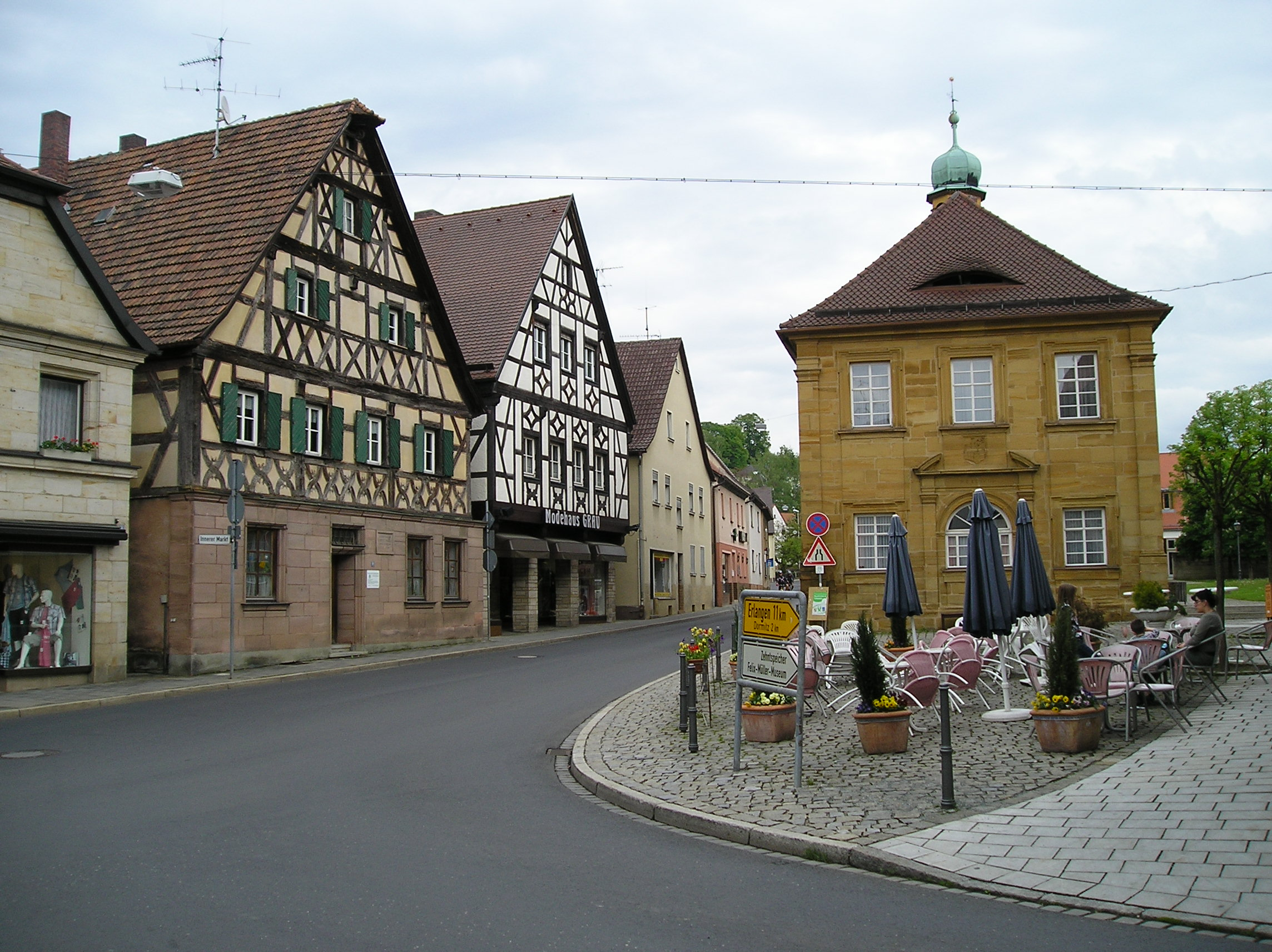
ノインキルヒェンの中心部。木組み建築と旧アムトハウス。

この町の歴史にとって重要な年号は、アウグスティナー司教座聖堂参事会領のノインキルヒェン・アム・ブラント修道院が設立された1314年と市場開催権が授与された1410年である。ノインキルヒェンは、1803年にバンベルク司教領とともにバイエルン領となった。1886年から1963年までの間、エアランゲンからエシェナウへの近郊鉄道が通っていた。
第二次世界大戦後、故郷を逐われた人達がノインキルヒェンに移住した。その後、この町は、シーメンス社がエアランゲンに進出したことによる大幅な人口増加を体験する。これにより、古い町の中心部周辺に、たくさんの新しい住宅地が整備された。
だが、この町は、現在、純粋な住宅都市ではなく、様々な工業業者や営業業者が存在する。この町の工業業者で最大の雇用者は、Neunkirchner Achsen Fabrik (NAF)である。

## 地理
ノインキルヒェンは、今日、ニュルンベルク＝エアランゲン経済圏の一部となっている。この町の経済はその大きな部分が、ミッテルフランケンに属するニュルンベルクやエアランゲンに関係しているにもかかわらず、19世紀以来の伝統により今日もなお、行政上はオーバーフランケンに所属していることについて、全く問題がないとは言えない。

### 自治体の構成
この町は、公式には11の地区 (Ort) からなる。このうち孤立農場などを除く集落を以下に列記する。
- バート
- エーバースバッハ
- エルムロイト
- グライゼンハーフ
- グローセンブーフ
- ノイキルヒェン・アム・ブラント
- レトラス
- ローゼンバッハ

#### エルムロイト

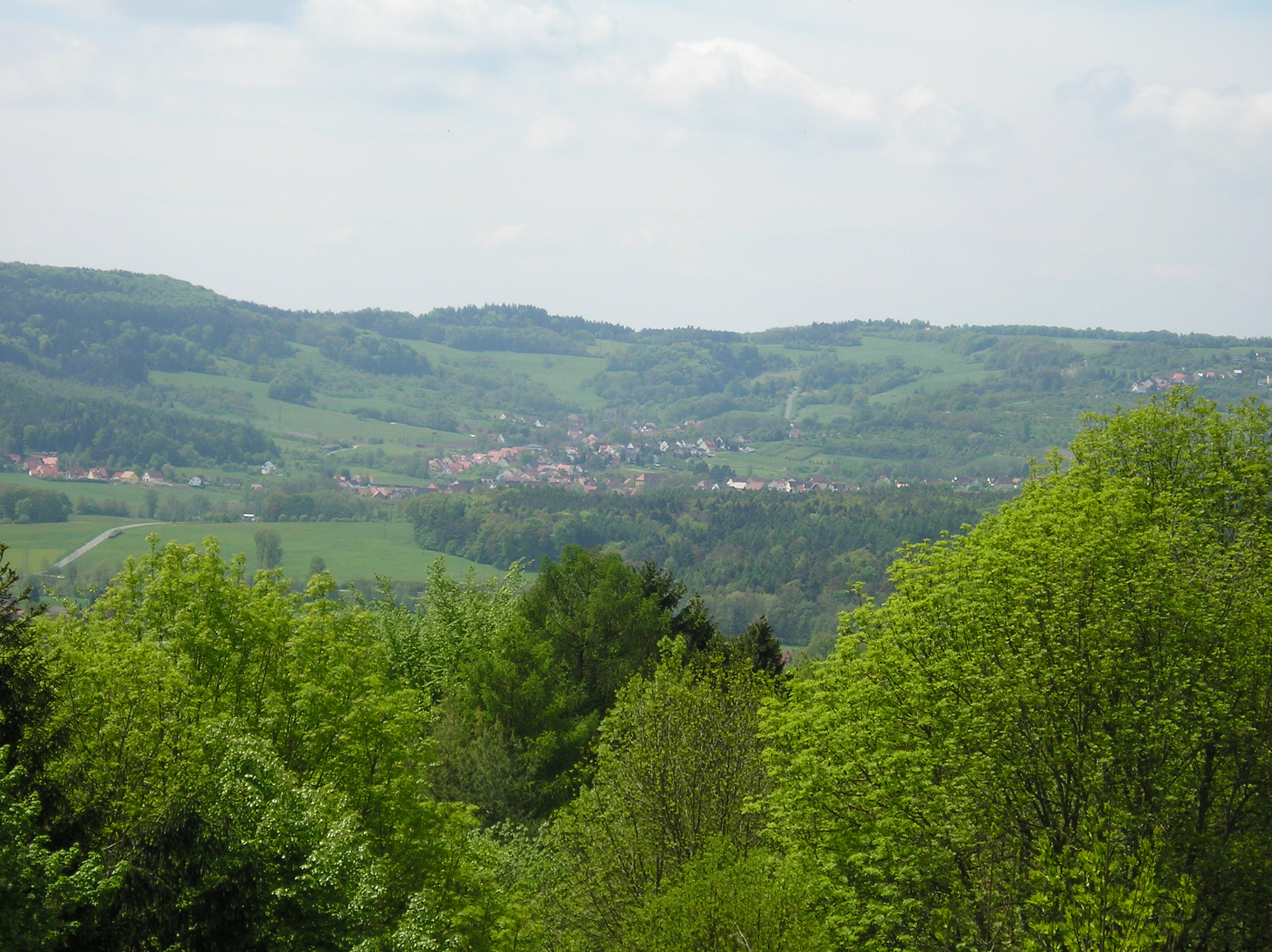
エルムロイトとレトラスの集落（現在では互いに拡張した結果一つの集落に見える）

エルムロイトは、シュヴァーバッハ渓谷の上部に位置する人口800人ほどの集落で、かつては独立した自治体であった。
この集落（かつては、"Erporuit" または "Ermbreuth" と呼ばれた）は、おそらく11世紀に拓かれた、エゴルフシュタイン家の所領であったと推定されている。文献上初めて現れるのは、1128年のことである。エゴルフシュタイン家から、エルムロイトの半分は1400年にエシェナウのニクラス1世フォン・ムッフェル夫人のバーバラ・ムッフェルに、残りの半分は1422年にニュルンベルクのピルクハイマーに、さらに1453年にはその義弟のペーター・フォン・ヴァットに引き継がれた。この後者は、結局、1464年に、ニクラス3世フォン・ムッフェルが獲得し、エルムロイトの全域は、1549年までニュルンベルクの貴族一門ムッフェル家の所領となった。
1449年の第一次辺境伯戦争でひどく荒廃し、領主が転々とした後、1796年にこの村はプロイセン軍に占領された。プロイセン軍は1798年まで駐留したが、1800年にはこの村の君主権獲得を断念した。1803年1月1日にこの村はバイロイトに編入された。
エルムロイトは、実質的な小規模経済の構成を築き上げた。果樹園は、この村の経済にとって重要な役割を担っている。1950年代の初め、多くの農民が生活するのに苦しいほどの小規模な生産に悩んでいた。彼らは近隣の都市へ通勤しながら生産できる作物を探した。現在では、この副業として営まれている作物が地方経済の大きな部分を占めている。
1971年にこの町は、独立した自治体の地位を失い、市場町ノインキルヒェンに統合された。

### 隣接する市町村
クラインゼンデルバッハ、イゲンスドルフ、グレーフェンベルク、ドルミッツ、ウッテンロイト、マーロフシュタイン、ヘッツレス、ランゲンゼンデルバッハ

## 宗教
ノインキルヒェンは、たとえば聖金曜日の行進のように多くの伝統行事をもつ、主にカトリックの町である。これに対して、エルムロイト地区では、プロテスタント信者が多く住んでいる。第二次世界大戦後の、故郷を逐われた人々の移住やその後の流入人口の増加により、ノインキルヒェンにもプロテスタント教会ができ、彼らのキリスト教会が2000年に建設された。
1500年頃から、エルムロイトには多くのユダヤ人が住み着くようになった。彼らの多くは、ニュルンベルクからやって来たと推測されている。1933年、ユダヤ系住民に対する差別的行動が始まった。1938年11月9日から10日の全国的ないわゆる『水晶の夜』ではエルムロイトでも、ユダヤ人が暴行を受け、シナゴーグの居住設備やインテリアが破壊され、墓地の墓石が倒された。1938年には、19人のユダヤ人が住んでいた。このうち、15人は1939年、強制連行され、ナチスの命令により殺害された。わずか4人となったユダヤ人はアメリカに保護された。

## 文化と見所
町の景観を形作っているのは、保存されている市門、かつてのノインキルヒェン・アム・ブラント修道院、数多くの木組み建築、中世の十分の一税倉庫である。
エルムロイトには、催事場に改装されたかつてのシナゴーグがある。その他の見所としては、城と教会が挙げられる。

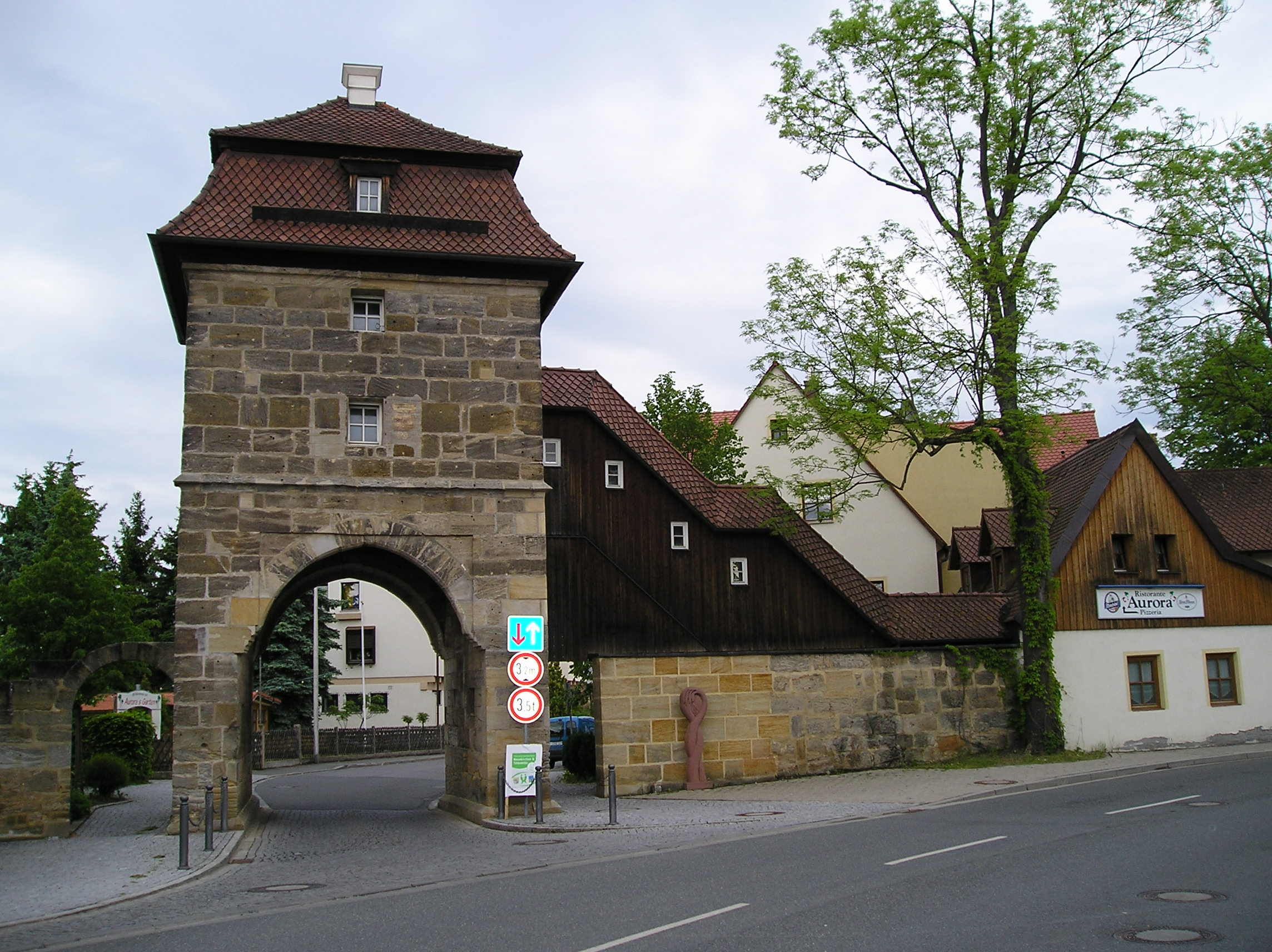
旧市門 エアラング門
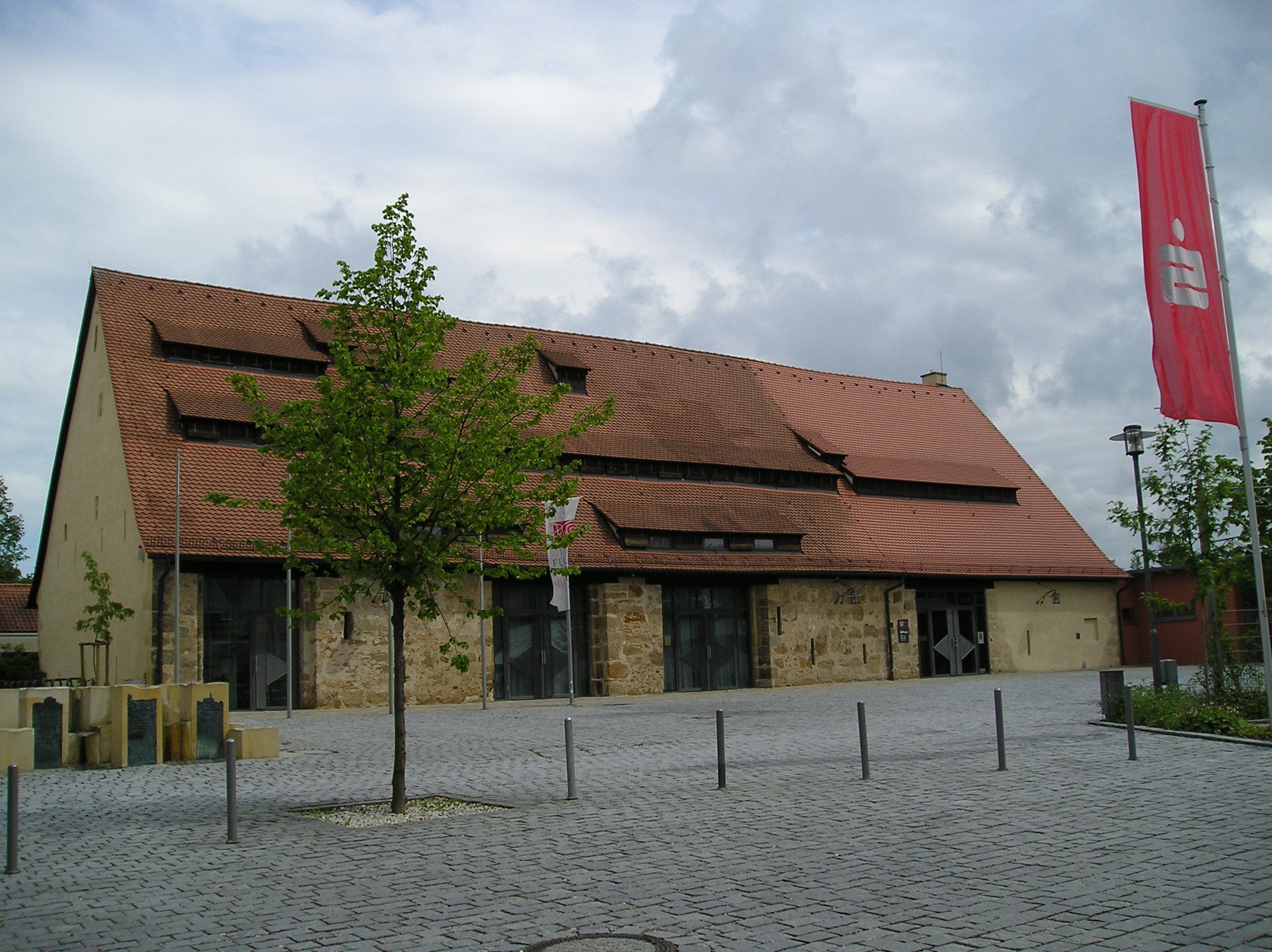
旧修道院の十分の一税倉庫
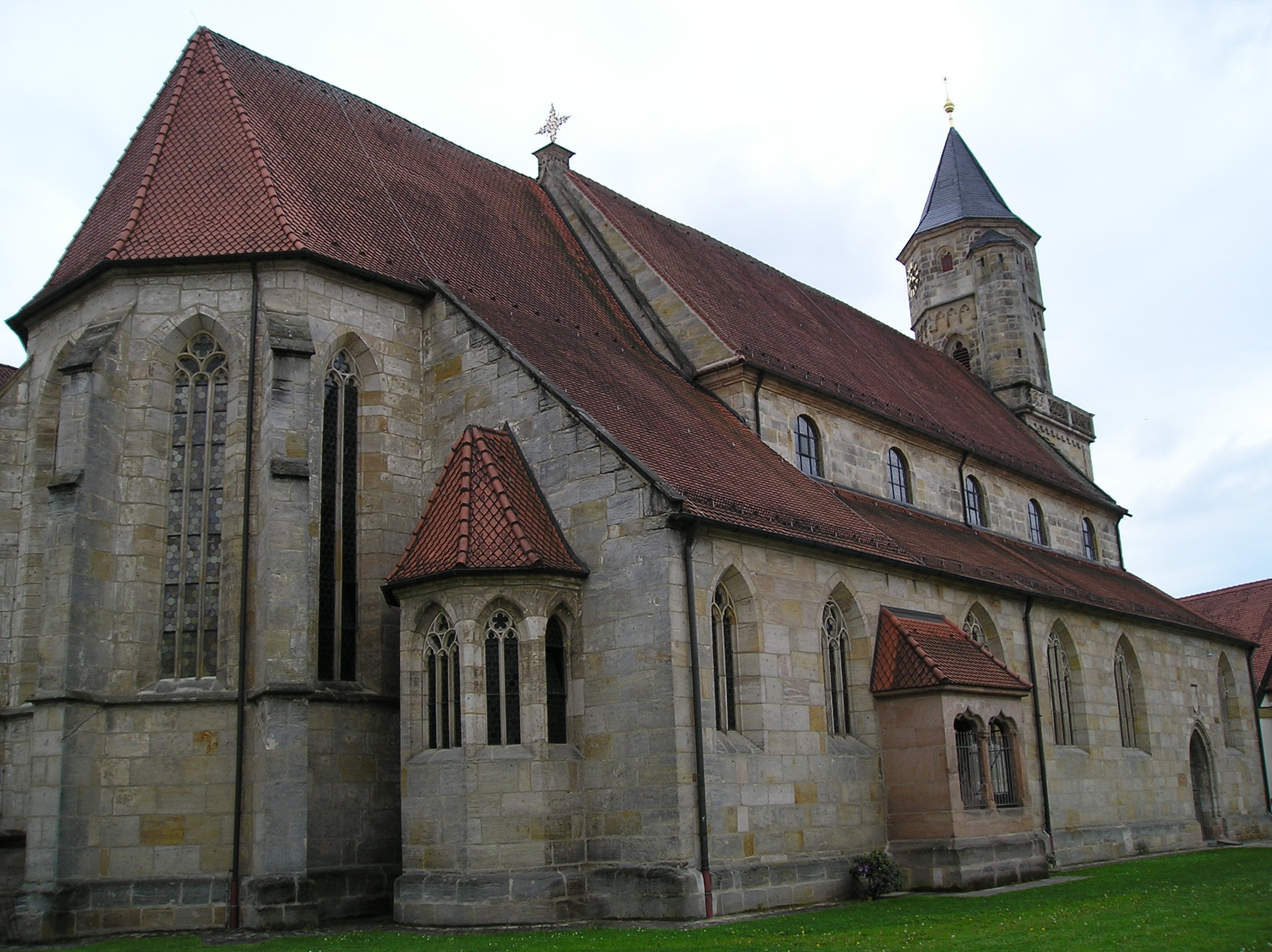
聖ミヒャエル教会、旧修道院施設の一部である。
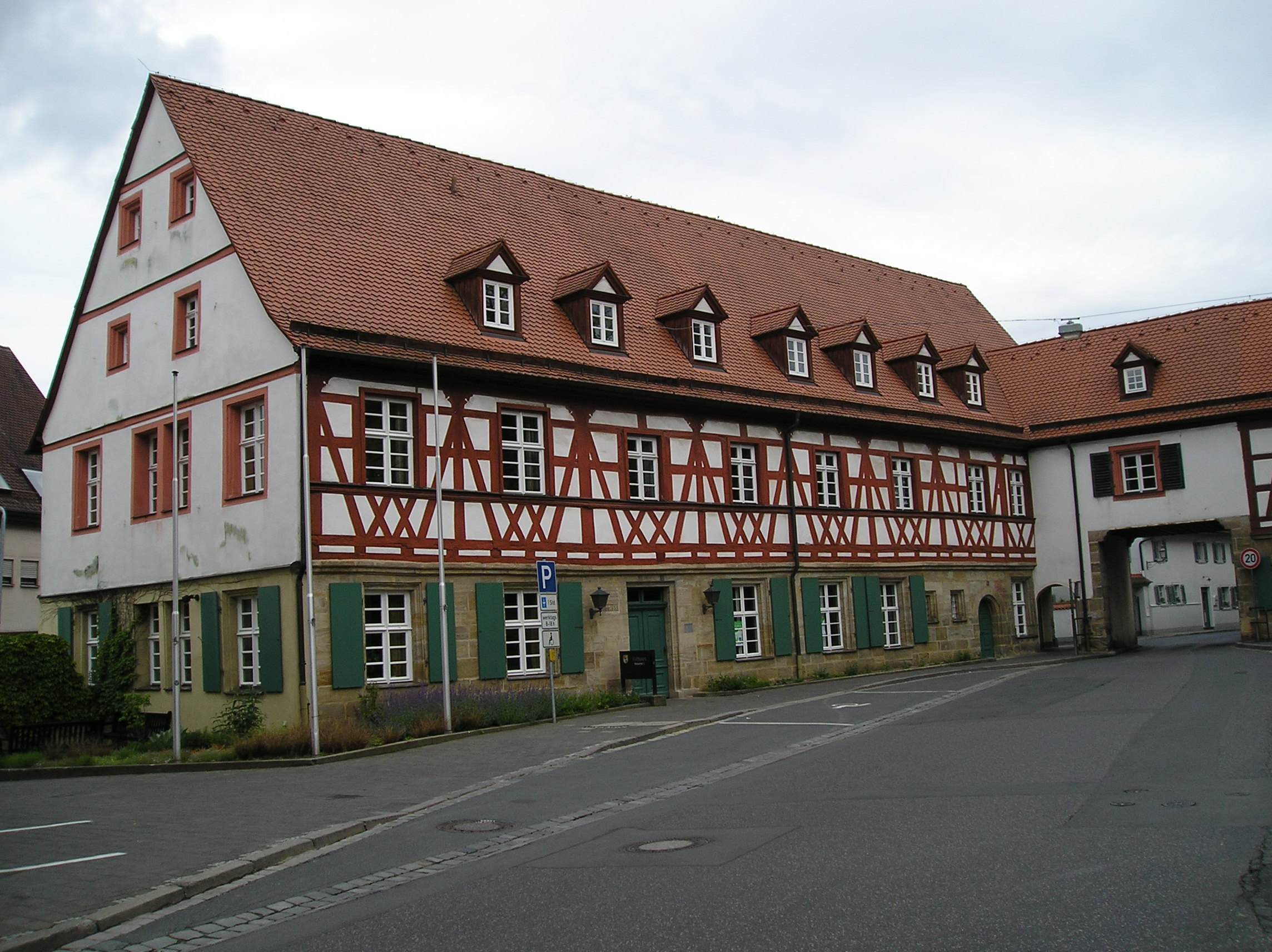
かつて修道院学校であったラートハウス。
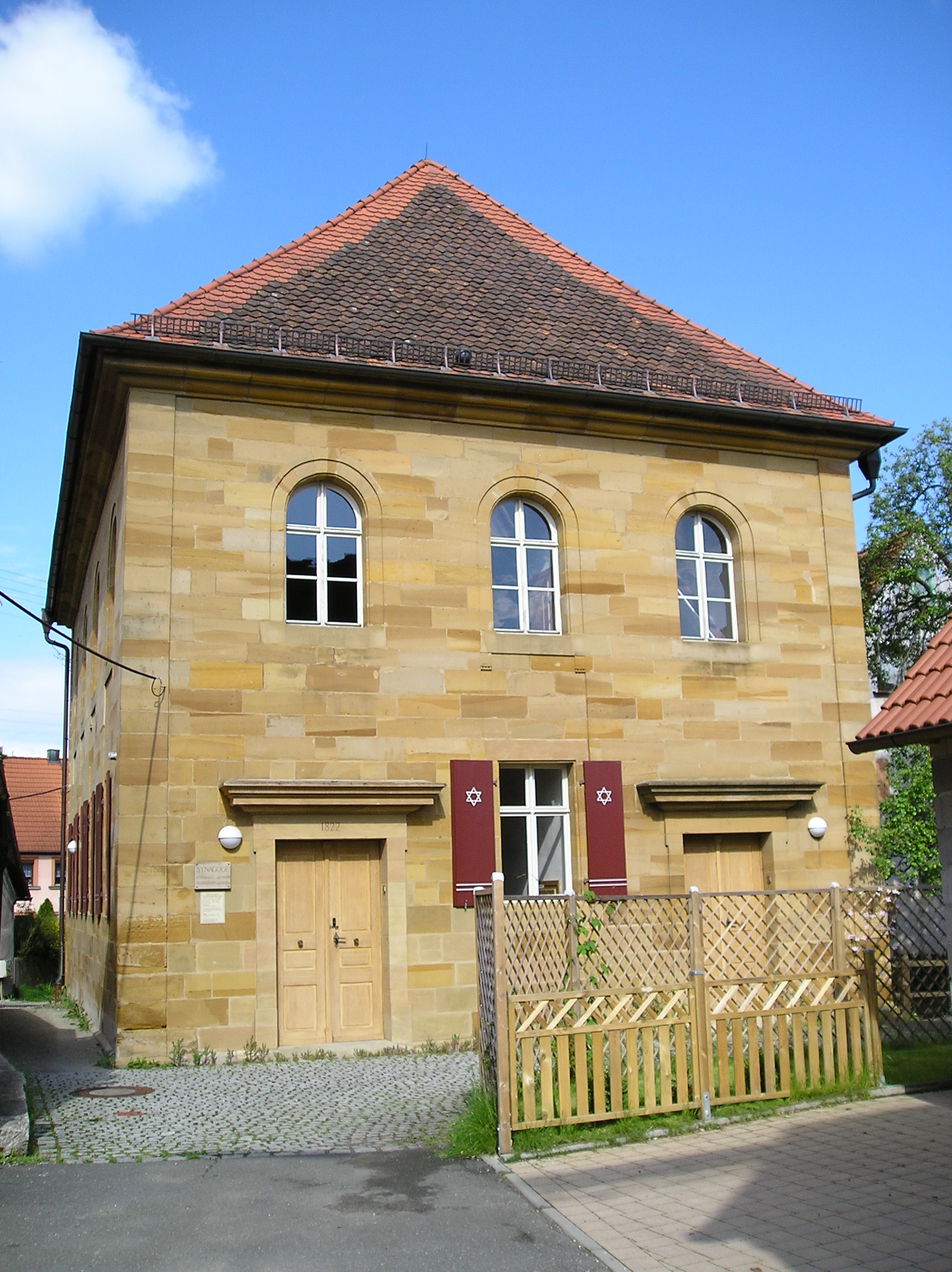
エルムロイトのシナゴーグ
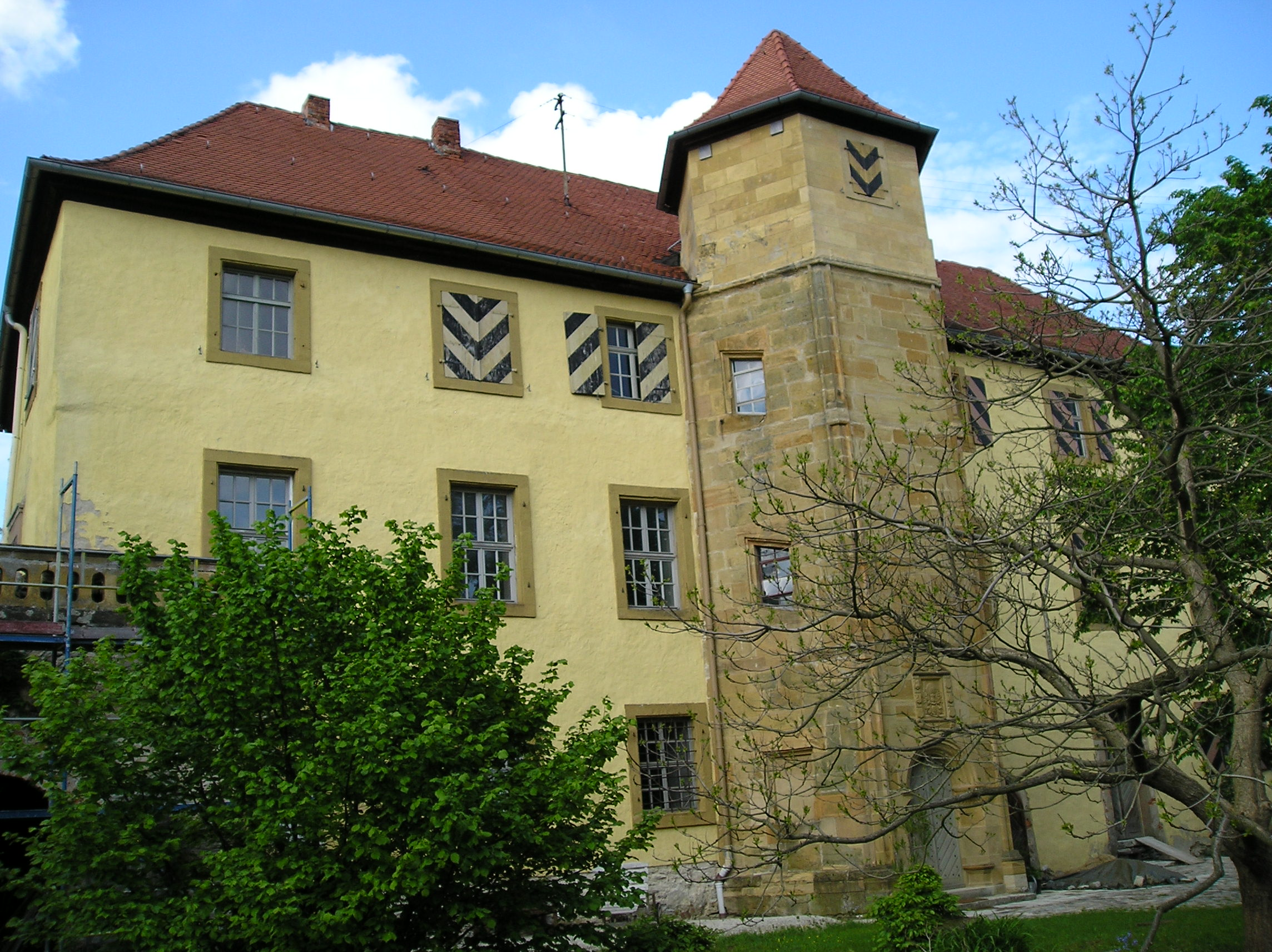
エルムロイト城の正面ファサード
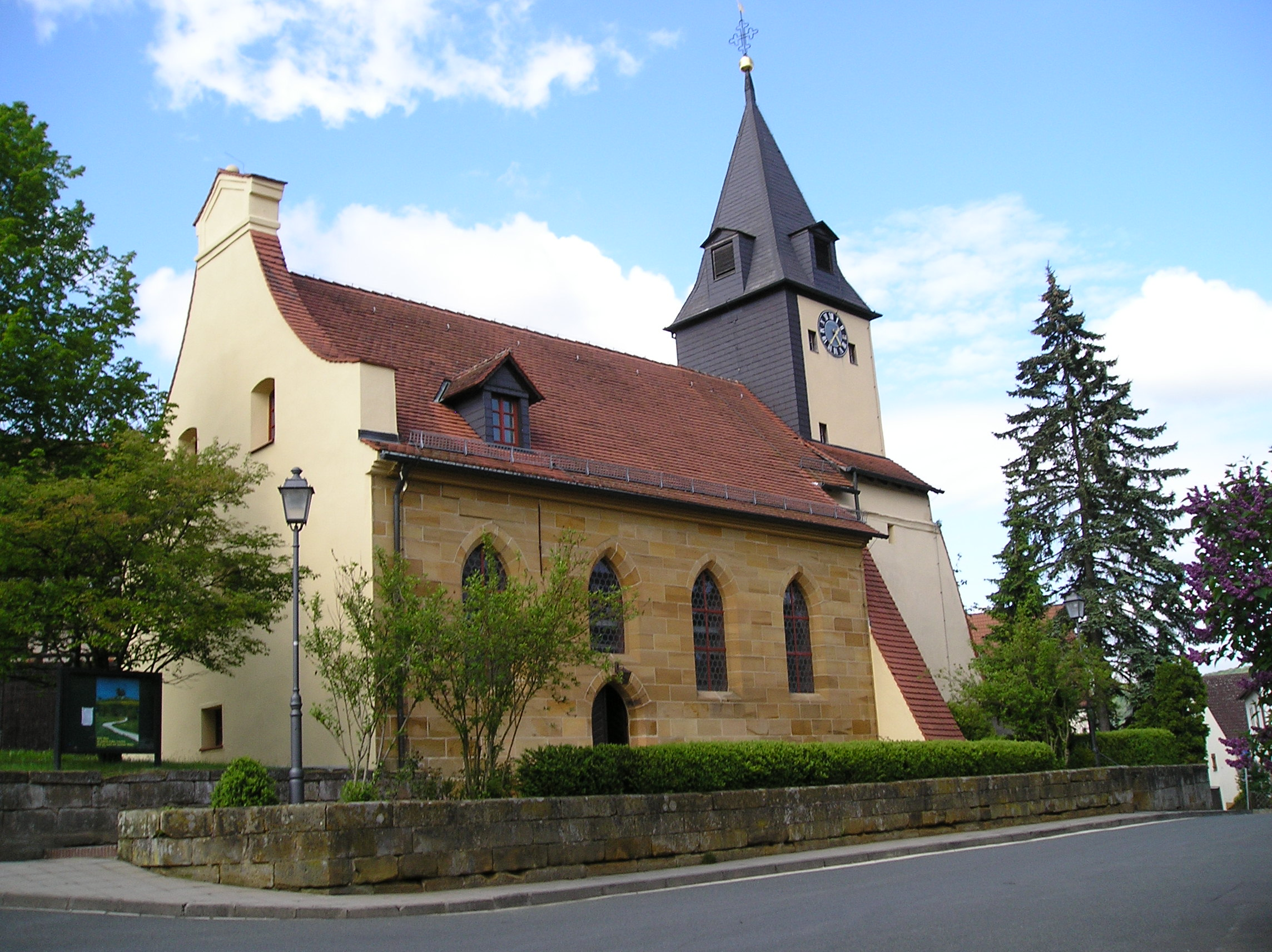
エルムロイトのプロテスタント教会

## 交通
バス路線が、エアランゲン、エッケンタール、それから本数は少ないがフォルヒハイムへ通っている。
近隣の鉄道駅は、エアランゲン、エッケンタール、イゲンスドルフ、エシェナウ、カルヒロイトにある。

## 友好都市
- Deerljik （ベルギー）
- Tótkomlós （ハンガリー）

## 人口
1. ↑  https://www.statistikdaten.bayern.de/genesis/online?operation=result&code=12411-003r&leerzeilen=false&language=de Genesis-Online-Datenbank des Bayerischen Landesamtes für Statistik Tabelle 12411-003r Fortschreibung des Bevölkerungsstandes: Gemeinden, Stichtag (Einwohnerzahlen auf Grundlage des Zensus 2011)
2. ↑  Bayerische Landesbibliothek Online